# Курва (роман)
«Ку́рва» — український еротично-психологічний роман-дослідження сексуальності письменниці Христини Лукащук. Книга отримала спеціальну премію конкурсу «Коронація слова 2012». Ілюстрації та дизайн обкладинки виконані письменницею.
Передмову написала Ірена Карпа, а післямову — Юрій Винничук. Книгу 5-тисячним накладом видало харківське видавництво «Клуб Сімейного Дозвілля».

## Сюжет
Головна героїня, львів’янка Марта «десь під 30», розумна, освічена архітекторка, патріотична, забезпечена, приваблива і чуттєва, хороша господиня — яка безуспішно шукає тривалих стосунків і шлюбу. Чоловіки не обминають її: Остап, Павло, Олег, Ростик, інші — без імені. Усі вони теж освічені, «позитивні», але всі вони одружені, дехто навіть проводить з Мартою заручини, забувши повідомити їй (після двох років взаємин!), що в нього дружина, діти. Марта страждає, називає себе «курвою».
Інші дві подруги Марти, одна одружена і з дітьми дітей, друга — ніколи не буде одруженою, хоч і не відмовляється від нечастого сексу. Ці дві персонажки доповнюють образ головної героїні.
У книзі багато роздумів про секс: «Чомусь так звані „сірі будні“ приходять спочатку до жінок і аж згодом до чоловіків. І тільки вкоренившись у сексі, перебираються на побут. Чому? Та тому, що злягання — не секс. Злягання — це процес, задуманий природою для продовження роду. А от секс це те, що робить наше життя святом. Мислю, що про такі речі дітям повинні розповідати, коли вони починають вивчати букви і складати докупи палички. Секс — це така ж наука, як і інші. Але для декотрих у житті стає значно важливішою від алгоритмів і різних теорем, бо стає запорукою їхнього особистого щастя».
«Проблема героїні знайома не одній із наших сучасниць — цитата з передмови Ірени Карпи — Марта добре розуміє: найкращі її роки витрачені на примару, на ілюзію, на розжовану глянцем і кінематографом надію на те, що от-от Він покине дружину і прийде до неї, коханки, бо хто, як не вона зробить Його щасливим. І після одного «героя» приходить наступний, тільки щастям мало кому щось пахне».
«Роман написаний зі смаком і з почуттям. Це еротика, яка вабить, а не відштовхує. І це дуже жіноча еротика, яка вигідно вирізняється з того, що інколи доводиться зустрічати у авторів більш відомих, де фізіологія випирає на передній план» (з «післямови» Юрія Винничука).